# 费诺勒
费诺勒（法語：Fénols，法語發音：[fenɔl]）是法国奥克西塔尼大区塔恩省的一个市镇，属于阿尔比区。

## 地理
费诺勒（43°50'49"N, 2°3'10"E）面积6 平方千米，位于法国奧克西塔尼大區塔恩省，该省份为法国南部内陆省份，北起顺时针与阿韦龙省、埃罗省、奥德省、上加龙省和塔恩-加龙省接壤。
与费诺勒接壤的市镇（或旧市镇、城区）包括：鲁菲亚克、欧萨克、卡达朗、拉斯格赖斯、奥尔邦。

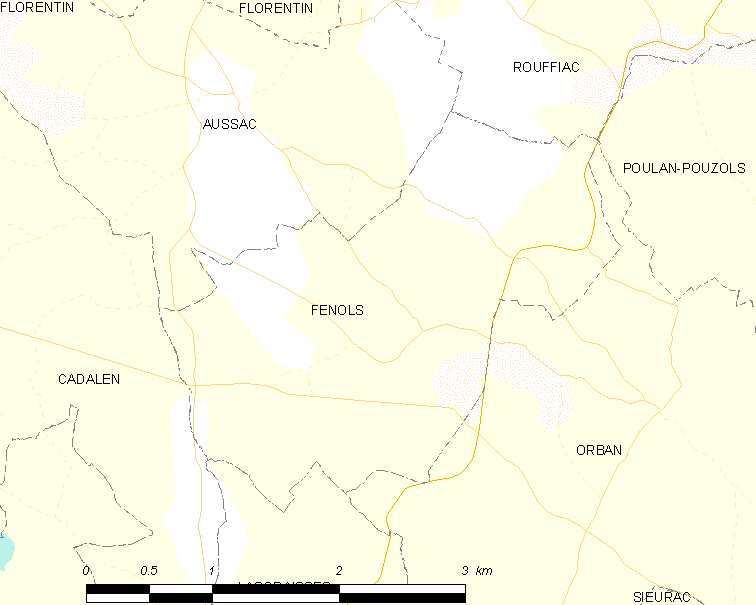
费诺勒的OSM定位图

费诺勒的时区为UTC+01:00、UTC+02:00（夏令时）。

## 行政
费诺勒的邮政编码为81600，INSEE市镇编码为81090。

## 政治
费诺勒所属的省级选区为两岸县。

## 人口

1962-2008年间费诺勒人口变化图示

费诺勒于2022年1月1日时的人口数量为247人。